# We Can Do It!

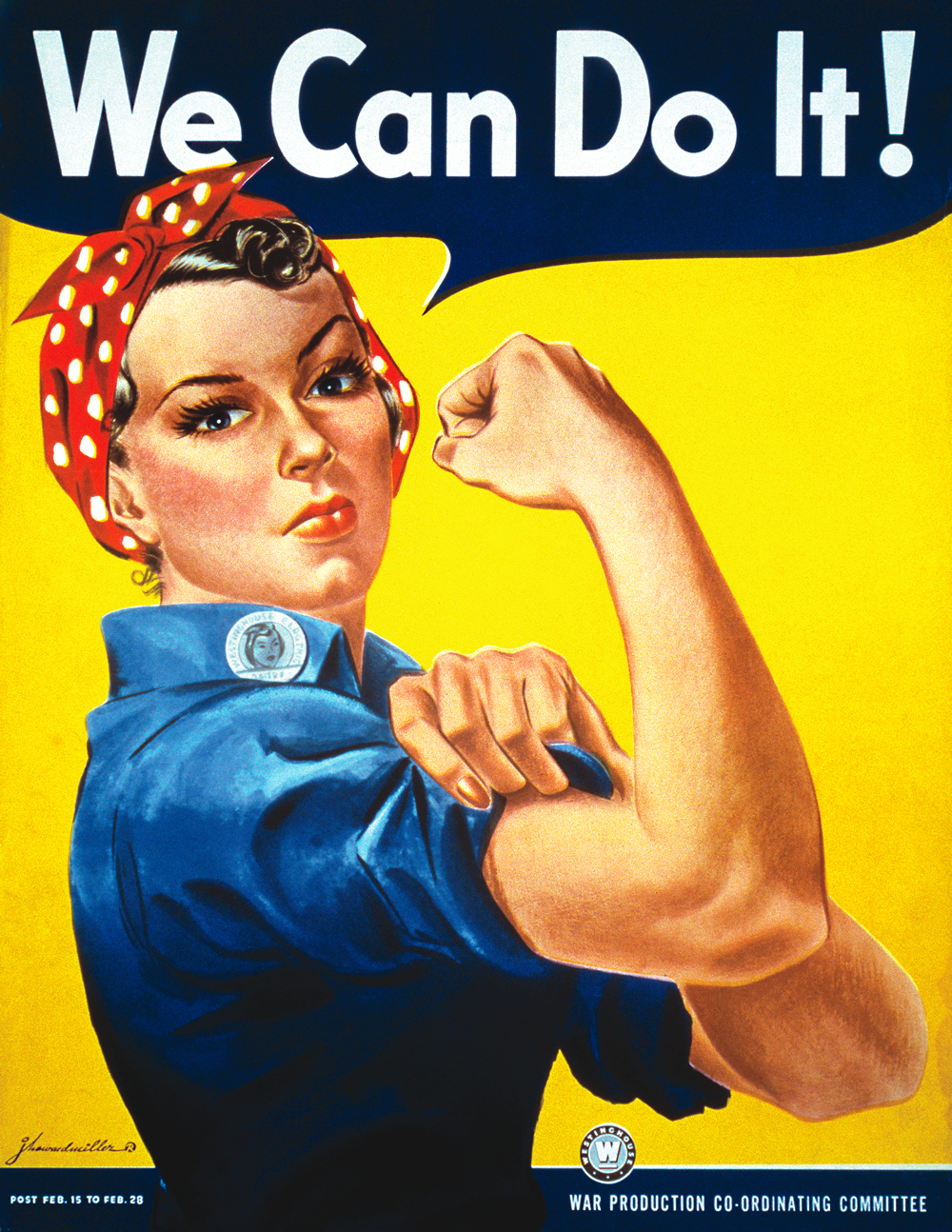
De poster uit 1943.

We Can Do It! is de naam van een Amerikaanse propagandaposter uit de Tweede Wereldoorlog. J. Howard Miller (1918-2004) was als grafisch ontwerper verantwoordelijk voor de vervaardiging ervan. Hij ontwierp de poster in 1943 voor het Amerikaanse elektriciteitsbedrijf Westinghouse Electric Company, dat de poster gebruikte om de moraal op de eigen werkvloer te verbeteren.

## Foto van Geraldine Doyle
De Amerikaanse fabrieksarbeidster Geraldine Hoff Doyle (1924-2010) was mogelijk de vrouw die door Miller als model werd gebruikt, zonder dat zij daar zelf van op de hoogte was. Miller gebruikte waarschijnlijk een foto van Doyle als inspiratie voor zijn ontwerp. De poster verdween na de oorlog voor lange tijd, maar dook in de jaren tachtig weer op en werd toen immens populair. Tevens werd de afbeelding het symbool voor de vrouwenbeweging. Doyle kwam er pas enkele jaren later achter, toen zij de bewuste foto tegenkwam in een tijdschrift en zichzelf erin herkende. Zij had deze foto nog nooit gezien. Een studie uit 2016 van James J. Kimble bracht echter aan het licht dat het de Amerikaanse arbeidster Naomi Parker (26 augustus 1921 - 20 januari 2018) was, die als inspiratie diende voor de poster.
De vrouw op deze poster wordt vaak onterecht aangeduid als Rosie the Riveter. Rosie gaat echter terug op een oudere poster, met min of meer dezelfde invulling: beide posters beelden een sterk ogende vrouw af die de mouwen heeft opgestroopt. Ook daar gaat het om een vrouw die in een van de vele Amerikaanse fabrieken werkte om de mannen aan het front tijdens de Tweede Wereldoorlog moreel te ondersteunen en om vrouwen over te halen hieraan mee te werken.

## Publiek domein

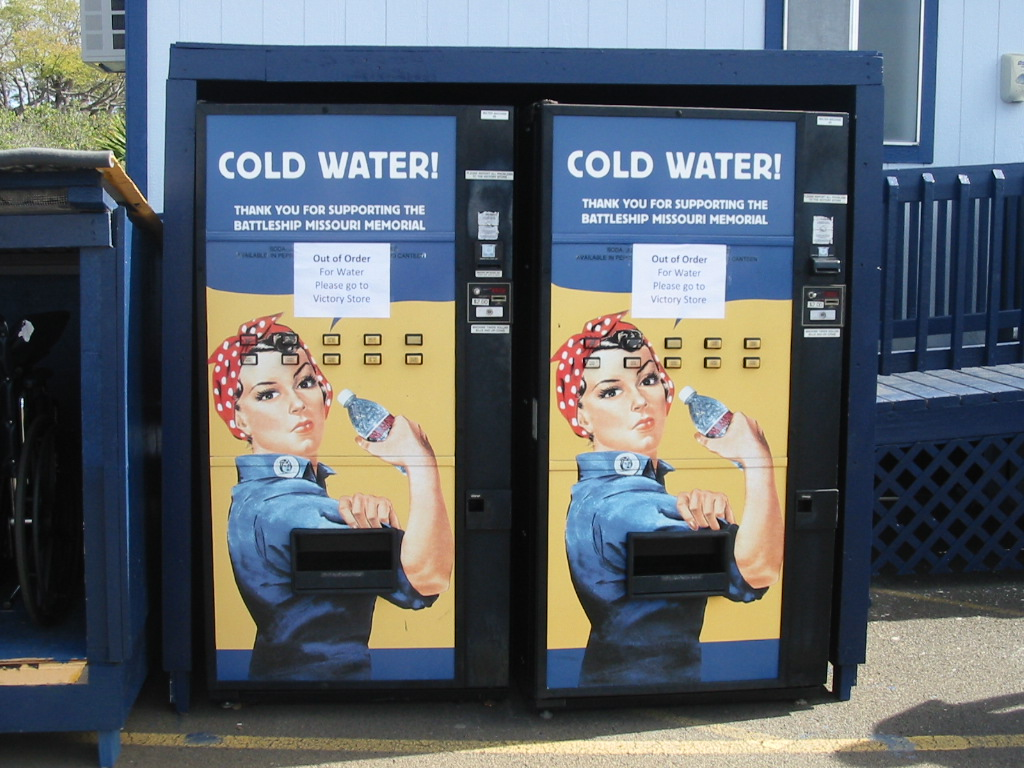
De poster op een drinkautomaat.

Doordat de foto in de Verenigde Staten in het publiek domein valt, kan het beeld door iedereen gebruikt en aangepast worden. Dat heeft onder meer als resultaat dat de poster wordt afgebeeld voor commerciële doeleinden, zoals bijvoorbeeld op drinkautomaten en tijdschriften. De United States Postal Service drukte de poster in februari 1999 af op een postzegel van 33 dollarcent met als ondertitel "Women Support War Effort".